# Wageningen
Wageningen (anhörenⓘ) ist eine niederländische Gemeinde der Provinz Gelderland und hatte am 1. Januar 2025 nach Angaben des CBS 42.802 Einwohner.

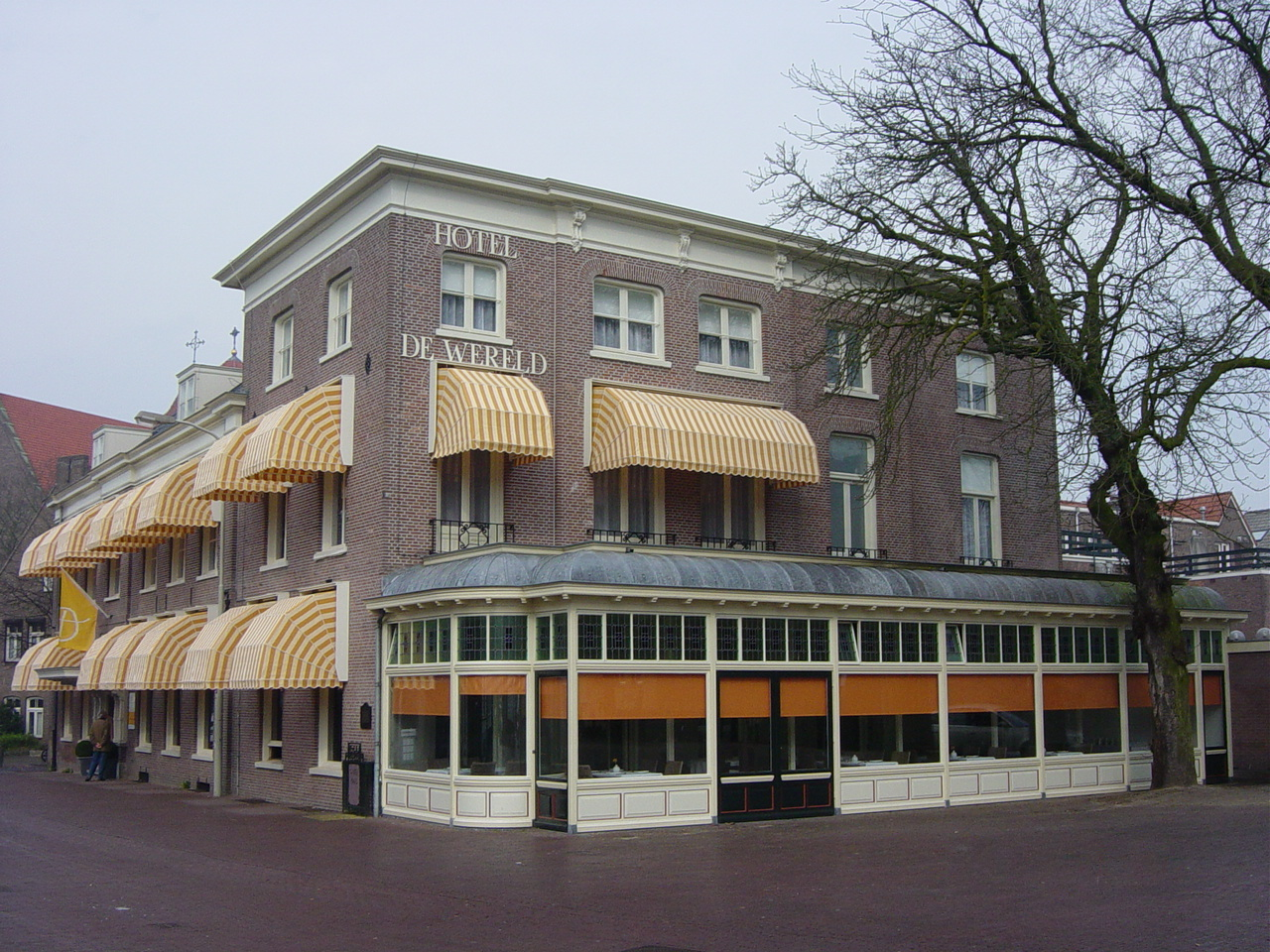
Hotel „De Wereld“ (Die Welt) in Wageningen

## Lage und Wirtschaft
Wageningen liegt am Niederrhein, südlich von Ede. Die Gemeinde grenzt an die Provinz Utrecht. Das Städtchen liegt am Rande der Veluwe nahe der Autobahn Utrecht – Arnheim. Eine Anbindung an den Bahnverkehr besteht über den Bahnhof Ede-Wageningen rund 9 Kilometer nördlich in Ede. Bedeutend ist die insbesondere auf lebens- und umweltwissenschaftliche Forschung spezialisierte Universität Wageningen (Wageningen Universiteit & Researchcentrum), zu der mehrere Forschungslabors und -bauernhöfe gehören.
Ein internationaler kommerzieller Wetterdienst, MeteoGroup, arbeitet von Wageningen aus.
In Wageningen befinden sich weiter einige Druckereien und Verlagsgesellschaften.

## Geschichte
Wageningen entstand als Grenzstadt des Herzogtums Geldern im 11. Jahrhundert und erhielt 1263 das Stadtrecht vom Grafen Otto II.

### Frühe Neuzeit und 19. Jahrhundert
Im Holländischen Krieg eroberten französische Truppen 1672 die Festung Wageningen. Danach verloren die Festung und die Stadt an Bedeutung. Im 18. und im 19. Jahrhundert lebten die Einwohner zum Teil von der Tabakherstellung (die Sandböden der Gegend sind für den Anbau der Tabakpflanze geeignet), im 19. Jahrhundert von Steinfabriken.
Eine Blütezeit der Stadt begann, als 1876 die niederländische Reichslandwirtschaftschule (ab 1918 Hochschule) in Wageningen ansässig wurde. Damit kamen auch Druckereien nach Wageningen.

### Zweiter Weltkrieg
Während der Schlacht um die Niederlande kam es im Mai 1940 zwischen Wageningen und Rhenen zur Schlacht am Grebbeberg. Dabei erlitt Wageningen schwere Kriegsverwüstungen.
Am 2. Mai 1945 wurde in Wageningen der Waffenstillstand von Achterveld unterzeichnet. Er regelte die Lebensmittelversorgung für die verhungernde Bevölkerung Westhollands im Rahmen der Operationen Manna und Chowhound sowie der Operation Faust.
Am 5. Mai 1945 trafen sich der kanadische General Charles Foulkes für die Alliierten und auf deutscher Seite General Johannes Blaskowitz im teilweise zerbombten Hotel „De Wereld“ (Die Welt) in Wageningen, um eine Kapitulation der deutschen Truppen zu vereinbaren. Die Kapitulationsdokumente wurden tags darauf in einem Bauernhof am Stadtrand von Wageningen unterzeichnet. Damit endete offiziell der Zweite Weltkrieg – und damit die deutsche Besatzung – in den gesamten Niederlanden.
Die Bürger von Wageningen erinnern alljährlich mit einer Parade von Kriegsveteranen am 5. Mai, dem Bevrijdingsdag (Befreiungstag), an das die Kapitulation vorbereitende Treffen in ihrer Stadt. Bis zu seinem Tode 2004 war Prinz Bernhard der Niederlande, der am 5. Mai 1945 die Kapitulationserklärung mitunterzeichnet hatte, stets der Ehrengast. Das Hotel „De Wereld“, das zwischenzeitlich geschlossen und 2004 wiedereröffnet worden war, wurde als Gedenkort aufwendig restauriert.

## Politik

### Sitzverteilung im Gemeinderat
Der Gemeinderat wird seit 1982 folgendermaßen gebildet:
| Partei                   | Sitze a | Sitze a | Sitze a | Sitze a | Sitze a | Sitze a | Sitze a | Sitze a | Sitze a | Sitze a | Sitze a |
| Partei                   | 1982    | 1986    | 1990    | 1994    | 1998    | 2002    | 2006    | 2010    | 2014    | 2018    | 2022    |
| ------------------------ | ------- | ------- | ------- | ------- | ------- | ------- | ------- | ------- | ------- | ------- | ------- |
| GroenLinks               | –       | –       | 4       | 5       | 6       | 6       | 4       | 5       | 5       | 6       | 8       |
| Stadspartij Wageningen b | –       | –       | –       | –       | –       | 1       | 2       | 2       | 5       | 5       | 4       |
| PvdA                     | 6       | 8       | 6       | 6       | 7       | 6       | 7       | 4       | 3       | 2       | 4       |
| D66                      | 2       | 2       | 4       | 4       | 2       | 1       | 2       | 6       | 5       | 5       | 3       |
| Connect Wageningen       | –       | –       | –       | –       | –       | –       | –       | –       | –       | 2       | 2       |
| VVD                      | 4       | 4       | 3       | 3       | 4       | 4       | 3       | 3       | 2       | 2       | 2       |
| ChristenUnie             | –       | –       | –       | –       | –       | 1       | 1       | 1       | 1       | 1       | 1       |
| CDA                      | 5       | 5       | 5       | 4       | 3       | 4       | 3       | 3       | 2       | 1       | 1       |
| SP                       | 1       | 0       | –       | –       | –       | –       | 3       | 1       | 2       | 1       | –       |
| SGP                      | 1       | 0       | 1       | 1       | 0       | 0       | 0       | –       | –       | –       | –       |
| RPF                      | 1       | –       | 1       | 1       | 1       | –       | –       | –       | –       | –       | –       |
| GPV                      | –       | –       | –       | –       | 1       | –       | –       | –       | –       | –       | –       |
| Klein Links c            | –       | 4       | –       | –       | –       | –       | –       | –       | –       | –       | –       |
| PPR c                    | 4       | –       | –       | –       | –       | –       | –       | –       | –       | –       | –       |
| PSP c                    | 4       | –       | –       | –       | –       | –       | –       | –       | –       | –       | –       |
| CPN c                    | 4       | –       | –       | –       | –       | –       | –       | –       | –       | –       | –       |
| Gesamt                   | 23      | 23      | 23      | 23      | 23      | 23      | 25      | 25      | 25      | 25      | 25      |

Anmerkungen

### Kollegium von Bürgermeister und Beigeordneten
Die Parteien ChristenUnie, D66, GroenLinks und PvdA haben sich für die Periode 2018–2022 zu einer Koalition zusammengeschlossen. Sie stellen dem Kollegium jeweils einen Beigeordneten bereit. Diese wurden im Rahmen einer Ratssitzung am 14. Mai 2018 berufen. Folgende Personen gehören zum Kollegium und sind in folgenden Bereichen zuständig:
| Funktion         | Name              | Partei       | Ressort | Anmerkung                                           |
| ---------------- | ----------------- | ------------ | --- | --------------------------------------------------- |
| Bürgermeister    | Floor Vermeulen   | VVD          | öffentliche Ordnung und Sicherheit, Krisenmanagement, Feuerwehr, Vollstreckung, Kommunikation und Aufklärung, Sport, Asylangelegenheiten, Personal und Organisation, internationale Zusammenarbeit, öffentliche Angelegenheiten, gastfreundliches Rathaus, Informationen und Automatisierung, Gemeindearchiv, Kulturgeschichte, demokratische Erneuerung | seit dem 18. Juni 2021 im Amt                       |
| Beigeordnete     | Lara de Brito     | GroenLinks   | Gesundheit und Wohl, Jugend, Bildung, funktionaler Analphabetismus, Armutsbekämpfung und Schulddienstleistung, Asyl und Integration, Nahrungsmittel-Übergang, Schülertransport und Region-Taxi, Stadt der Befreiung, Implementierung des Umweltgesetzes, demokratische Erneuerung                                                                        | —                                                   |
| Beigeordnete     | Dennis Gudden     | D66          | Grün, Wirtschaft, Hafen, Betriebsstandorte, Arbeitsmarkt, Partizipationsgesetz, Müll, Tourismus, Innenstadt, Finanzen, kommunale Immobilien, demokratische Erneuerung | —                                                   |
| Beigeordnete     | Anne Janssen      | PvdA         | Wohnen und Bezirke, erdgasfreie Bezirke, Bewohner-Partizipation, Kultur, außerschulische Kultur-Erziehung, Raumplanung, Flächennutzungspläne, Lizenzierung und Durchsetzung der Raumplanung, Grundbetrieb | —                                                   |
| Beigeordnete     | Peter de Haan     | ChristenUnie | koordinierender Beigeordneter für Nachhaltigkeit, Klimaneutralität, Klimaanpassung, nachhaltige Mobilität, Fahrradverkehr, öffentlicher Transport, Infrastruktur, Parkmöglichkeiten, öffentliche Arbeit, Umweltpolitik, Kanalisation und Wasser, Grebbedijk                                                                                              | —                                                   |
| Gemeindesekretär | Ron van der Grijp | —            | — | seit Februar 2017 interimistischer Gemeindesekretär |

## Persönlichkeiten
- Jean Henri de Moor (um 1645–1722), hugenottischer Unternehmer
- Cornelia Venema-Schaeffer (* 1896; bl. bis 1977), Entomologin, lebte lange in Wageningen
- Cees Andriessen (1940–2023), Maler und Grafiker
- Aletta van Manen (* 1958), Hockeyspielerin
- Annelies Maas (* 1960), Schwimmerin
- Jacqueline Toxopeus (* 1964), Hockeytorhüterin
- Rachel van Kooij (* 1968), österreichische Kinder- und Jugendbuchautorin niederländischer Herkunft
- Bart Voskamp (* 1968), Radrennfahrer
- Gerdie Keen (* 1969), Tischtennisspielerin
- Trinko Keen (* 1971), Tischtennisspieler
- Peter Wisgerhof (* 1979), Fußballspieler
- Annemiek van Vleuten (* 1982), Radrennfahrerin, Weltmeisterin Straße
- Kaj Hendriks (* 1987), Ruderer, Welt- und Europameister
- Lisa Lois (* 1987), Popsängerin
- Julian Calor (* 1993), DJ
- Nikkie de Jager (* 1994), Webvideoproduzentin, Moderatorin
- Tom Menting (* 1994), Fußballspieler
- Botic van de Zandschulp (* 1995), Tennisspieler
- Loes Adegeest (* 1996), Radrennfahrerin

## Sport
In Wageningen ist der Fußballverein Wageningse Arbeiders Voetbal Vereniging beheimatet. Die erste Mannschaft des Vereins spielt in der Saison 2014/15 in der sechstklassigen Tweede Klasse. Er nahm in der Saison 2014/15 in der ersten Runde des KNVB-Pokal teil.